# Kannu (Võru)
Kannu is een plaats in de Estlandse gemeente Võru vald, provincie Võrumaa. De plaats heeft de status van dorp (Estisch: küla). Het aantal inwoners is alweer enkele jaren stabiel:
| 2000 | 2010 | 2011 | 2017 | 2019 | 2021 |
| ---- | ---- | ---- | ---- | ---- | ---- |
| 28   | 32   | 19   | 24   | 24   | 24   |

Tot in oktober 2017 lag Kannu in de gemeente Lasva. In die maand werd de gemeente bij de gemeente Võru vald gevoegd.
Het dorp bestaat uit drie delen, die verschillende namen hebben: Kolja in het noorden, Päivora in het centrum en Sanksaare in het zuiden.

## Geschiedenis
Kannu ontstond in 1923 als nederzetting op een stuk grond dat gemeenschappelijk gebruikt werd door de boerderijen van Tsolgo, het noordelijke buurdorp van Kannu. Het zuidelijke deel van Kannu (Sanksaare) was bosland en een kroondomein van de Russische tsaar geweest. Het bos werd in de jaren 1911-1912 gekapt en aan de omwonenden gegeven voor collectief gebruik.